# Botrodus estriatus
Botrodus estriatus là một loài bọ cánh cứng trong họ Cerylonidae. Loài này được Casey miêu tả khoa học năm 1890.